# Pelegrina exigua
Espèce
Pelegrina exigua est une espèce d'araignées aranéomorphes de la famille des Salticidae.

## Répartition
Cette espèce se rencontre sur la partie Est du continent Nord américain depuis le Canada jusqu’au Sud des États-Unis,.

## Habitat
Pelegrina exigua est une espèce qui affectionne le feuillage des conifères comme les pins et les genévriers mais elle peut également se rencontrer sur les chênes et les noyers,.

## Description
Le mâle mesure de l'ordre de 3,3 à 5,1 mm et la femelle de l'ordre de 4,0 à 5,8 mm,.
Cette espèce présente deux formes de couleur distinctes, une forme terne ou ordinaire et une forme rayée.
Chez les deux formes, le mâle est brun bronze avec des chélicères jaunâtres comportant des taches noires sur les surfaces intérieures et la femelle est d'un gris poivré avec un folium central foncé sur l'abdomen renfermant des paires de taches lumineuses.

### Description du mâle

#### Forme terne
Les mâles de la forme ordinaire sont bronze rouge et plus brillants avec uniquement la bande sétale blanche principale depuis les yeux latéraux antérieurs vers la fin de la carapace. Les trois taches blanches sur la face sont absentes.
La carapace est relativement sombre avec une zone brun au-dessus de la première rangée d’yeux. Le clypéus est brun avec des poils sombres pendant sur les chélicères. Les setae entourant les yeux antérieurs médians sont blancs dans la partie latérales et médiane et bruns autrement. Les chélicères sont jaunes avec la face antérieure légèrement concave et une tache noire sur la marge intérieure plus courte que chez Pelegrina flaviceps mais néanmoins profonde, distincte et large. Les chélicères ne présentent pas de tache brune latérale basale proéminente. Les palpes sont bruns avec les segments basaux pas nettement plus clairs. La patella, le tibia et le cymbium sont dépourvus d’écailles blanches. Les pattes sont plus ou moins uniformément sombres et sans lignes longitudinales distinctes. Le dos de l'abdomen est marron avec de légères bandes latérales.

#### Forme rayée
La forme rayée présente une couleur bronze plus claire avec une bande blanche distincte autour de l'abdomen. Les mâles de cette forme ont trois taches distinctes de soies blanches sur la face.
La carapace arbore des taches blanches entre les yeux de la rangée antérieure. Le clypéus présente des écailles blanches entre les yeux antérieurs médians et des poils suspendus aux chélicères blancs au centre et sombre latéralement. Les setae entourant les yeux antérieurs médians sont blancs latéralement et médianement et bruns autrement. Les chélicères sont jaunes avec une dépression noire sur la marge intérieure plus étroite que dans la forme terne. Les segments basaux des palpes sont plus pâles que le cymbium. Les palpes, les fémurs, les patella et les tibias ont des écailles blanches. Le cymbium est sans écailles blanches. Le fémur de la première patte et la patella sont foncés ventralement mais avec des écailles blanches sur la partie dorsale. Le tibia est principalement sombre surtout sur la face antérieure. Les autres pattes sont pâles avec des marques sombres. Le dos de l'abdomen est brun foncé avec de fortes bandes latérales blanches.

### Description de la femelle

#### Forme terne
La carapace est marron recouverte d'écailles brunes transparentes à l'exception de certaines qui sont de couleur beige à blanche. Des taches d'écailles pâles sont présentes derrière et entre les yeux de la rangée antérieure. Les écailles entourant les yeux antérieurs médians ont la partie dorsale sombre. Le clypéus est densément couvert d'écailles blanches. L'abdomen est brun presque uniforme avec des chevrons peu distincts.

#### Forme rayée
La carapace est souvent plus foncée que chez la forme terne et également recouverte d'écailles brunes transparentes à l'exception de certaines écailles de couleur beige à blanche. Des taches d'écailles pâles sont présentes derrière et entre les yeux de la rangée antérieure. Les écailles entourant les yeux antérieurs médians ont la partie dorsale sombre. Le clypéus est densément couvert d'écailles blanches. Les pattes sont pâles avec quelques marques sombres. Le premier tibia est foncé comme chez le mâle. L'abdomen est sombre au centre avec des bandes latérales pâles contrastantes.

## Comportement

### Cycle de vie
La parade nuptiale du mâle consiste en une série d'accroupissements et de flexions des pattes avec une agitation inhabituelle alternée des palpes lors de la phase en mode accroupi. 

## Liste des synonymes
Selon World Spider Catalog (13/08/2018, version 19.0) :
- Dendryphantes exiguus Banks, 1892 (protonyme)
- Dendryphantes flavipedes Emerton, 1913
- Dendryphantes virginis Chamberlin, 1925
- Metaphidippus virginis Muma, 1944
- Metaphidippus exiguus Kaston, 1945

## Dénomination
L'espèce Pelegrina exigua a été nommée et décrite par le naturaliste américain Nathan Banks en 1892 sous le protonyme Dendryphantes exiguus.

## Publication originale
- Banks, N. 1892. The spider fauna of the Upper Cayuga Lake Basin. Proceedings of the Academy of Natural Sciences of Philadelphia, 1892: 11-81.